# Elsebe Krabbe
Elsebe Krabbe (født 12. april 1514 på Helsingborg Slot, død 8. marts 1578 på Laholm) var en dansk adelsdame og digter.

## Liv og gerning
Hun var datter af rigsmarsk Tyge Krabbe.
Fra hun var 4 år, til hun blev 13 år, var hun i huset hos sin mormor, Birgitte Olufsdatter Thott, der var enke efter Niels Rosenkrantz til Bjørnholm. Krabbe og hendes brødre, Erik og Mogens, fik en for deres tid fortrinlig opdragelse hos mormoren. Efter mormorens død
vendte Krabbe hjem, og efter et års tid hos sine forældre kom hun i huset hos sin ældre søster, Magdalene, der var gift med Børge Ulfstand til Glimminge. Her arbejdede hun i fem år.
Hjemkaldt af sine forældre til Helsingborg Slot blev hun lovet til Peder Skram til Urup. Deres trolovelse foregik med stor højtidelighed i vor Frue Kapel ved Vor Frue Kirke i København under herredagen i København ved Sankt Hans i 1533. Biskop Ove Bille fra Aarhus gav dem til hinanden i overværelse af 6 biskopper og en mængde af rigets råder og adel. Hendes broder, Mogens Krabbe, trolovedes samtidig med sin udkårne.
Snart efter kom der hårde ufredstider i landet som følge af, at kongevalget på den omtalte herredag var blevet udskudt. Men da den jyske og fynske adel endelig (1534) valgte hertug Christian til konge, overdrog denne anførselen over flåden til Peder Skram. I den kamp mod lybækkerne, som nu fulgte, indlagde han sig en uforgængelig berømmelse, men brylluppet måtte under disse forhold udsættes. Det fandt derfor først sted den 2. februar 1535 på Helsingborg Slot. Ægteskabet var meget harmonisk og selv efter den tids målestok usædvanlig frugtbart. Krabbe fødte 18 børn, hvoraf 15 nåede voksenalderen, men kun en søn og syv døtre overlevede Skram og Krabbe.
Årene 1537-47 tilbragte de på Helsingborg Slot, som Skram havde fået i forlening efter svigerfaderen. Siden var deres liv mest knyttet til Halland, hvor Skram ejede herregården Skedal, og fra 1558 til sin død i 1581 var forlenet med Laholm. Mens Skram sad som slotsherre, opstod den strenge krigstid mellem Danmark og Sverige i perioden fra 1563 til 1570, under hvilken Halland blev hjemsøgt på det frygteligste, Skedal blev brændt ned, og Laholm blev forsøgt belejret i 1565. I 1566 mistede parret fire voksne sønner: Christiern, Tyge, Knud og Peder.
I Hans Thomesens “Den danske Psalmebog” fra 1569 findes en salme af Krabbe. Salmen er skrevet som tak, efter det i 1565 var lykkedes Skram og Krabbe at afværge det svenske angreb på Laholm. Takkesalmen er endnu bevaret.
Efter krigen stiftede hun og Skram i samme taknemmelige anledning et legat til hoser og sko for fattige peblinger i Vor Frue skole i København.
I det hele må Krabbe anses som en af sin tids ypperste kvinder, der besad mange egenskaber. Hun var en intelligent kvinde, der ejede et mod i farlige situationer, hvilket gjorde hende ligeværdig med Skram i datidens målestok. Endelig besad hun sin slægts sans for boglige gøremål. Hun har ikke blot skrevet fundatsen for det ovennævnte legat, men også forfattet en skildring af sin mands bedrifter og lavet en samling af danske ordsprog, som hun tilegnede den kongelige sekretær Hans Skovgaard til Gundestrup, hvis bedrifter hun også har skrevet om. Ligeledes har hun - som andre litterære adelige kvinder - skrevet bønner og lavet genealogiske optegnelser. Krabbes breve til veninden Birgitte Gøye giver et også godt indtryk af hendes noget mandhaftige karakter, som havde sin rod i luthersk gudsfrygt.
Krabbe døde den 8. marts 1578 på Laholm Slot. Til trøst for Skram forfattede Rasmus Hansen Reravius et smukt mindeskrift over hende.